# Comospermum yedoense
Comospermum es un género monotípico de plantas perteneciente a la familia Asparagaceae. Su única especie: Comospermum yedoense (Maxim. ex Franch. & Sav.) Rauschert, es originaria del sur de Japón.

## Taxonomía
Comospermum yedoense fue descrita por (Maxim. ex Franch. & Sav.) Rauschert y publicado en Taxon 31: 560, en el año 1982.
Sinonimia
- Alectorurus platypetalus Masam.
- Alectorurus yedoensis (Maxim. ex Franch. & Sav.) Makino
- Anthericum yedoense Maxim. ex Franch. & Sav.
- Bulbinella yedoensis (Maxim. ex Franch. & Sav.) Matsum.
- Comospermum platypetalum (Masam.) Rauschert[5]